# Wald bei Szpęgawsk
Im Wald bei Szpęgawsk, westlich des Dorfs Szpęgawsk (deutsch Spengawsken) in der Landgemeinde Starogard Gdański, wurden von deutschen Besatzern von September 1939 bis Januar 1940 etwa 5000 bis 7000 Menschen ermordet. Vom 22. September 1939 bis zum 21. Januar 1940 wurden täglich Menschen nach Szpęgawsk transportiert. Der Völkermord in Pommern, auch als sog. Intelligenzaktion Pommern bekannt, wurde von Albert Forster, Reichsstatthalter im Reichsgau Danzig-Westpreußen, geleitet.
39 Massengräber wurden nach dem Zweiten Weltkrieg gefunden.

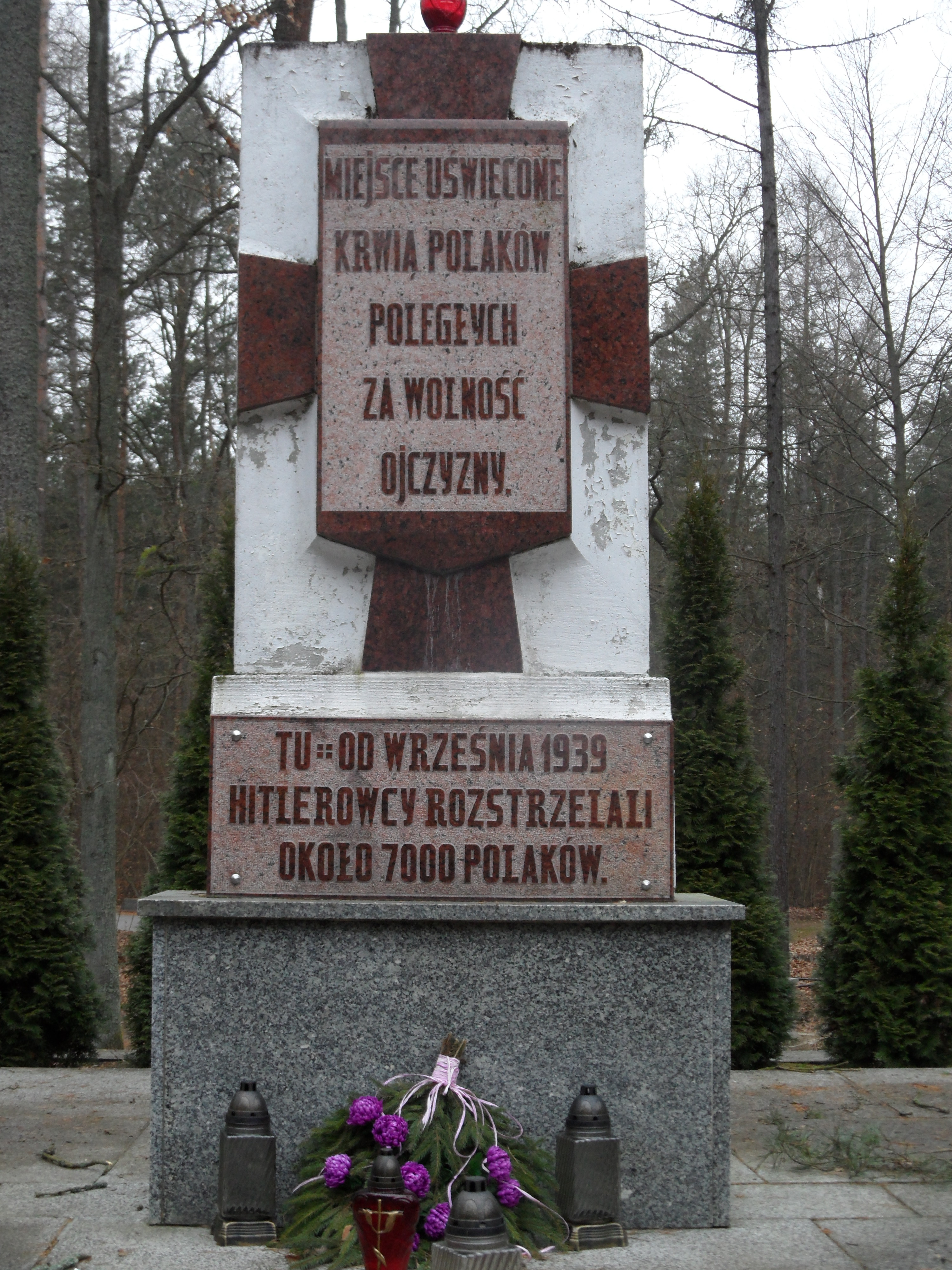
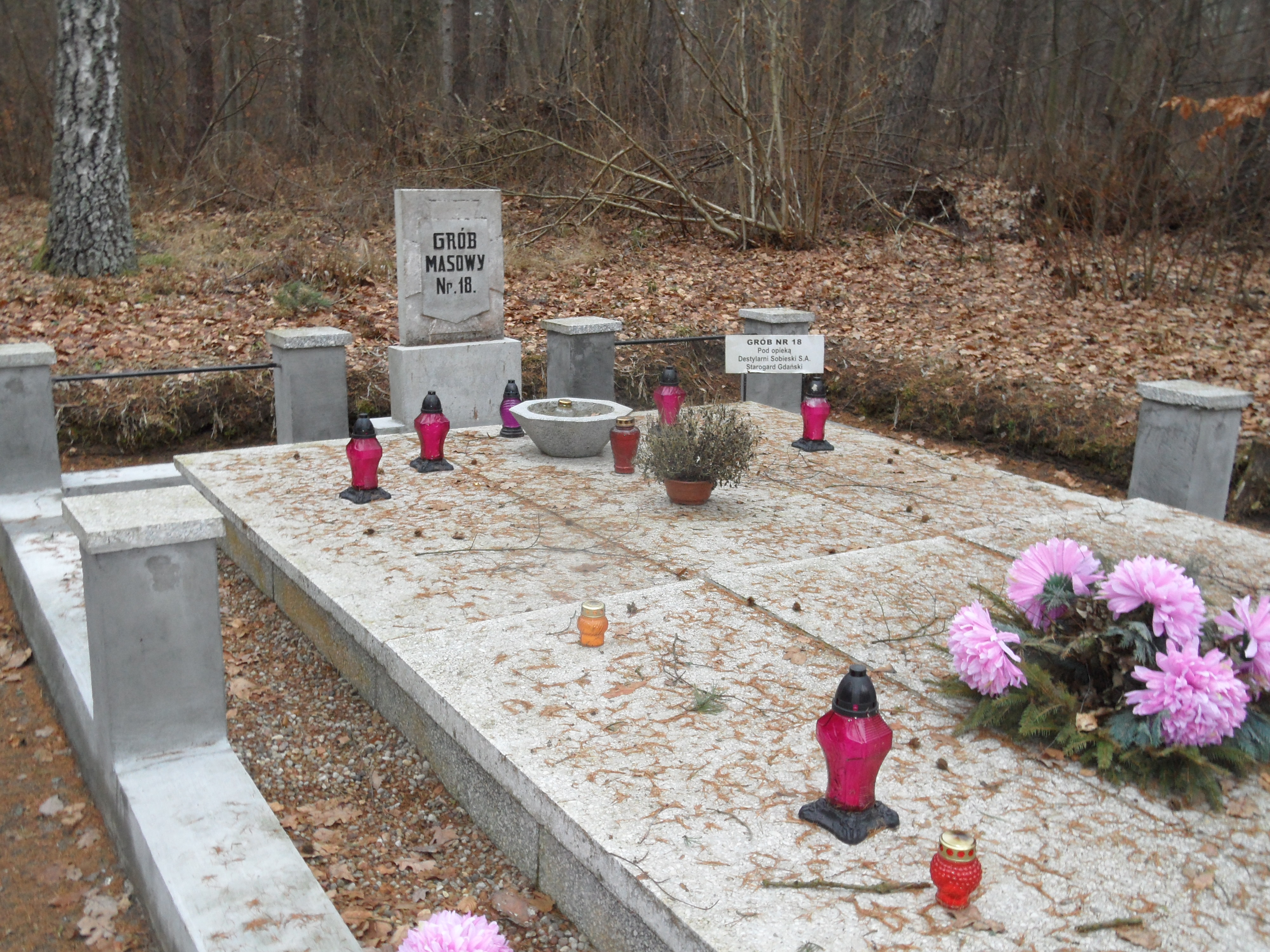
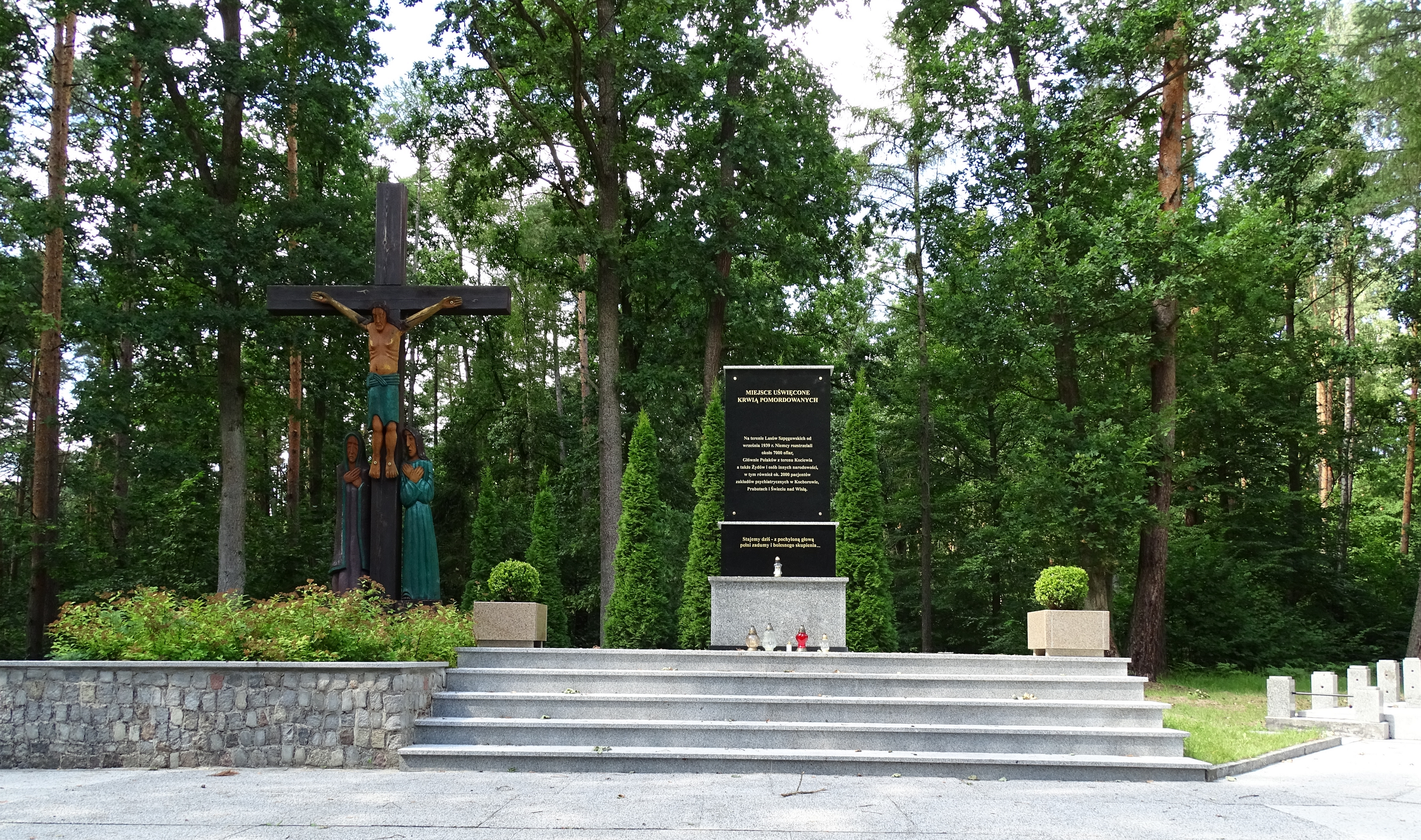
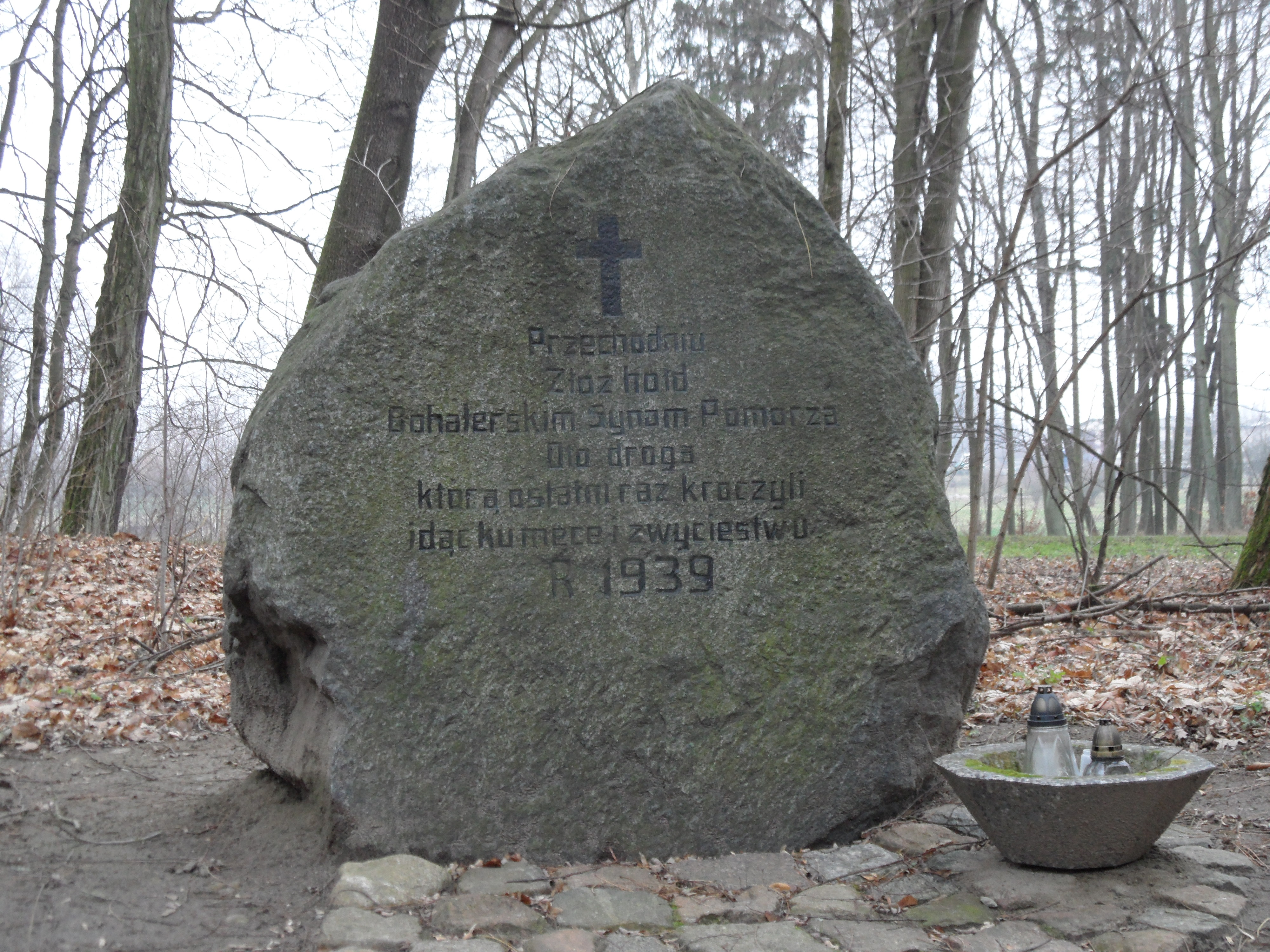